# Монензин
Монензин (англ. Monensin) — природний антибіотик поліетерної (полікетидної) будови, що є продуктом життєдіяльності Streptomyces cinnamonensis. Він широко використовується як додаток до кормів для жуйних тварин. Структура монензину вперше описана групою дослідників під керівництвом Аґтарапа у 1967 році, і він став першим поліетерним антибіотиком з описаною структурою. Уперше монензин був синтезований у 1979 році групою дослідників під керівництвом Йосіто Кісі.

## Механізм дії
Монензин А є іонофором, та за хімічною структурою є краун-етером, який може утворювати комплекси з одновалентними катіонами, зокрема Li+, Na+, K+, Rb+, Ag+ і Tl+. Монензин А здатний транспортувати ці катіони через ліпідні мембрани клітин за допомогою електронейтрального (недеполяризуючого) обміну, відіграючи важливу роль як антипорт Na+/H+. Новіші дослідження показали, що монензин може транспортувати іон натрію через мембрану як електрогенно, так і електронейтрально. Це пояснює іонофорну здатність та антибактеріальні властивості не тільки монензину, але й його похідних, які не мають карбонових груп. Монензин блокує внутрішньоклітинний транспорт білка та має антибіотичну, протималярійну та інші види біологічної дії. Антибактеріальні властивостях монензину і його похідних є наслідком їх здатності транспортувати катіони металів через клітинні і субклітинні мембрани.

## Застосування
Монензин широко використовується в м'ясній та молочній галузях для запобігання кокцидіозу, збільшення вироблення пропіонової кислоти та запобігання здуття живота. Окрім цього, монензин та його похідні, зокрема метиловий етер монензину та децилетер монензину широко використовуються в іонселективних електродах. У лабораторних дослідженнях монензин широко використовується для блокування транспорту через комплекс Гольджі.

## Токсичність
Монензин може негативно впливати на клітини ссавців, тому його токсичність є характерною для всіх видів ссавців. Це особливо характерно виражено у коней, для яких середня летальна доза монензину складає лише 1/100 від середньої летальної дози для жуйних тварин. Випадкове отруєння коней монензином є добре задокументованим явищем, яке часто призводить до летальних випадків.